# 東部發電廠龍溪機組
東部發電廠龍溪機組，為一座位於臺灣花蓮縣秀林鄉的小型水力發電廠，廠區坐落在龍溪壩上游蓄水池左岸山壁內，由台灣電力公司東部發電廠所管轄，舊稱為龍溪發電廠。該座發電廠是十二項建設中配合「木瓜溪水力發電工程」所興建的其中一項的發電廠，於1985年完工。該座水力發電廠的引水隧道及前池標高1,500公尺，發電廠房水輪機中心標高1279.7公尺，是目前是臺灣海拔最高之水力發電廠。

## 沿革

### 1970年代 - 2000年代
臺灣電力公司於1977年（民國66年）至1985年欲開發臺灣東部木瓜溪及立霧溪流域來進行水力發電，以增加發電能量，減少對進口能源的依賴，其中木瓜溪的計畫稱為「木瓜溪水力發電開發計畫」。該計劃在木瓜溪流域上進行龍溪壩越域引水、龍澗發電廠擴充、水簾發電廠新建及清水第二發電所（今清流發電廠）重建工程，另外並計劃在立霧溪分別增建16萬瓩立霧溪水力開發計畫的「溪畔發電廠」。
其中龍溪壩越域引水工程即是奇萊引水工程，其工程目的為，因為龍溪壩完工後，即發生龍溪上游溪水滲漏伏流之狀況，導致龍溪壩無法正常蓄水，為此台電曾聘請國外相關專家協助以混凝土灌漿方式抓漏，然而成效不彰，因此提出該計畫。
奇萊引水工程計畫中，共分為自龍溪向上游跨過溪水滲漏段興建小龍澗壩（現簡稱為小龍壩），以及奇萊山下興建檜溪、林溪、奇萊、天長、磐石五壩的奇萊引水隧道計畫，其中，小龍澗壩至龍溪調整池之間導水隧道出口處的高度落差高達247公尺，因此台電再利用此落差增建一座小型水力發電廠，是為龍溪發電廠。龍溪發電廠的整體工程內容包括壓力鋼管隧道、先期道路工程及後續的主體廠房及壓力鋼管線路配置等，並且，這些工程皆委託榮民工程處承辦，整體發電廠興建工程以及山區水壩與隧道工程共歷時8年9個月完工。

### 2000年代 - 至今
2001年5月，因應政府組織改造，「東部發電處」改組成「東部發電廠」，旗下多座發電廠亦改稱為發電機組。龍溪發電廠也因應政策改名為東部發電廠龍溪機組，目前發電廠為無人駐廠遠端控制的機組，並由下游的龍澗副控中心遠端遙控，而廠區由於與龍溪調整池控制站距離相近，因此兩座設施之間皆可由龍溪調整池的駐留人員進行巡視與維護。

## 設施
龍溪發電廠主廠房位於花蓮縣秀林鄉龍溪調整池右岸標高1,276公尺處，壓力鋼管隧道長320公尺，裝置一部容量4.7MW之横軸法蘭西斯式水輪發電機（Francis turbine），設計用水量為2.4秒立方公尺（CMS），有效落差為242公尺。發電後的尾水則排入龍溪壩形成之調整池中，可供下游的龍澗發電廠發電利用。

### 機組
| 名稱   | 發電機型號                   | 水輪機型號                             | 機組數量 | 發電方式 | 有效落差（公尺） | 單一機組用水量（CMS） | 容量（MW） | 位置             | 商轉日期   | 狀態   |
| ------ | ---------------------------- | -------------------------------------- | -------- | -------- | ---------------- | --------------------- | ---------- | ---------------- | ---------- | ------ |
| 一號機 | 日本三菱電機製三相異步發電機 | 中華民國遠東機械製横軸法蘭西斯式水輪機 | 1        | 川流式   | 242              | 2.4CMS                | 4.7MW      | 花蓮縣秀林鄉龍溪 | 1985年11月 | 商轉中 |

### 管理
- 電廠名稱：東部發電廠龍溪機組
- 管理單位：臺灣電力公司東部發電廠
- 廠內編制：1（與龍溪壩一同管理，但電廠控制項目由龍澗副控遠端遙控負責）

### 設施
- 廠房類型：地下式
- 取水來源：木瓜溪支流-龍溪（小龍壩）
- 壓力鋼管：一條，長320公尺

### 海拔數據
- 前池：1,500公尺
- 廠房入口：1,285.6公尺
- 水輪機中心點：1,279.7公尺
- 龍溪壩：1,276.7公尺

## 圖集

### 廠區

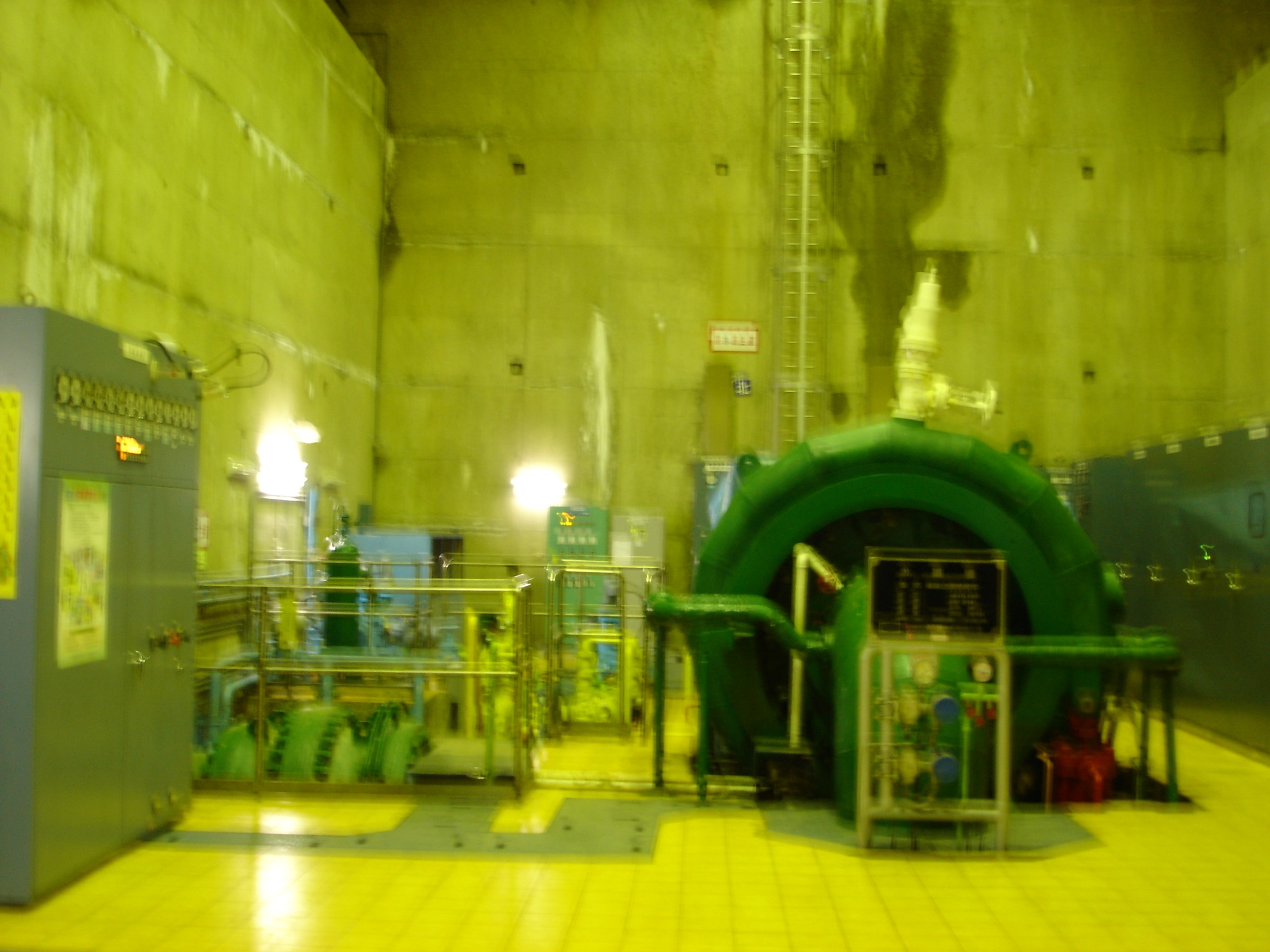
龍溪機組廠房內部（該圖片由東部發電廠無償提供）。
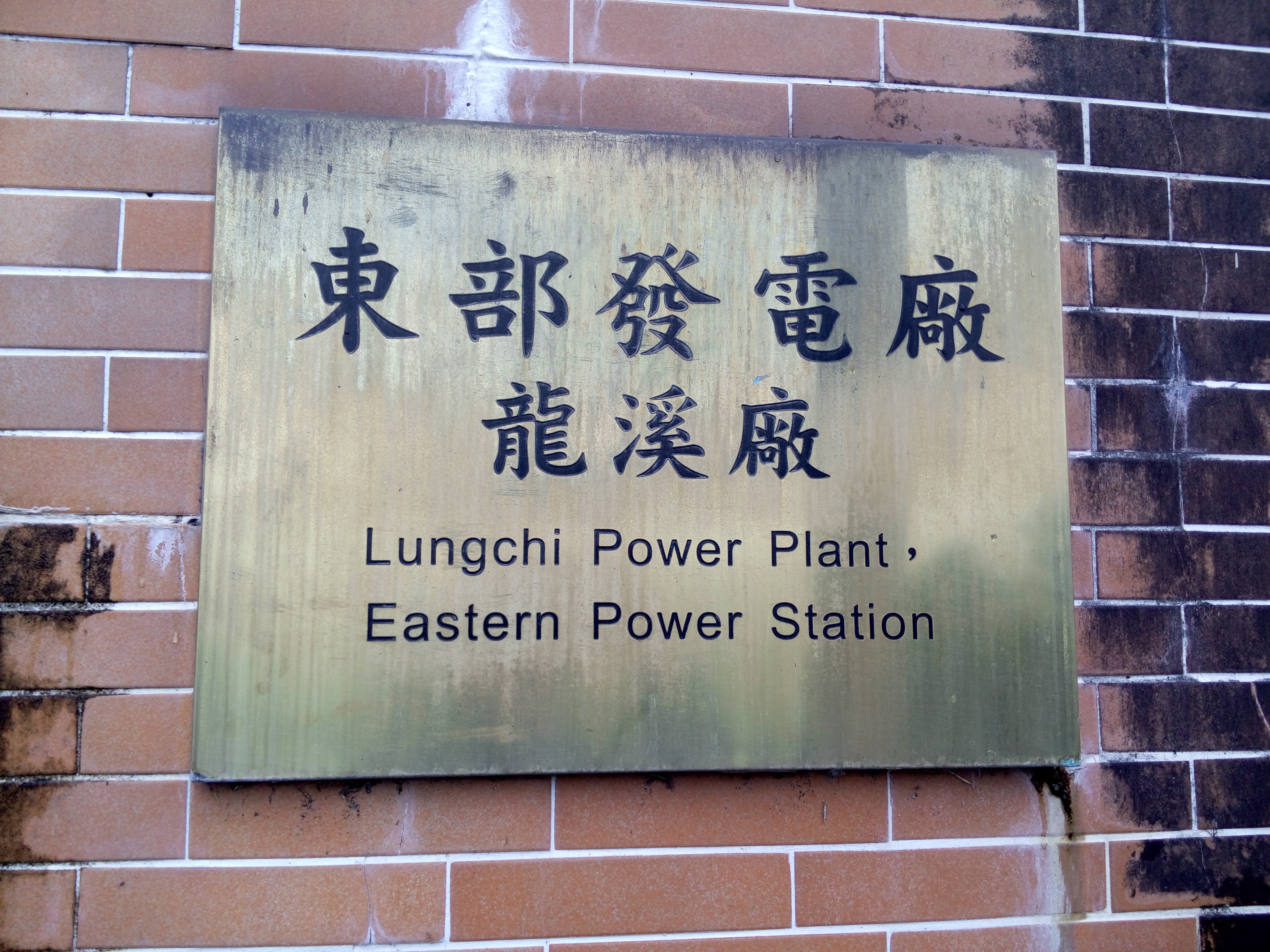
龍溪機組門牌
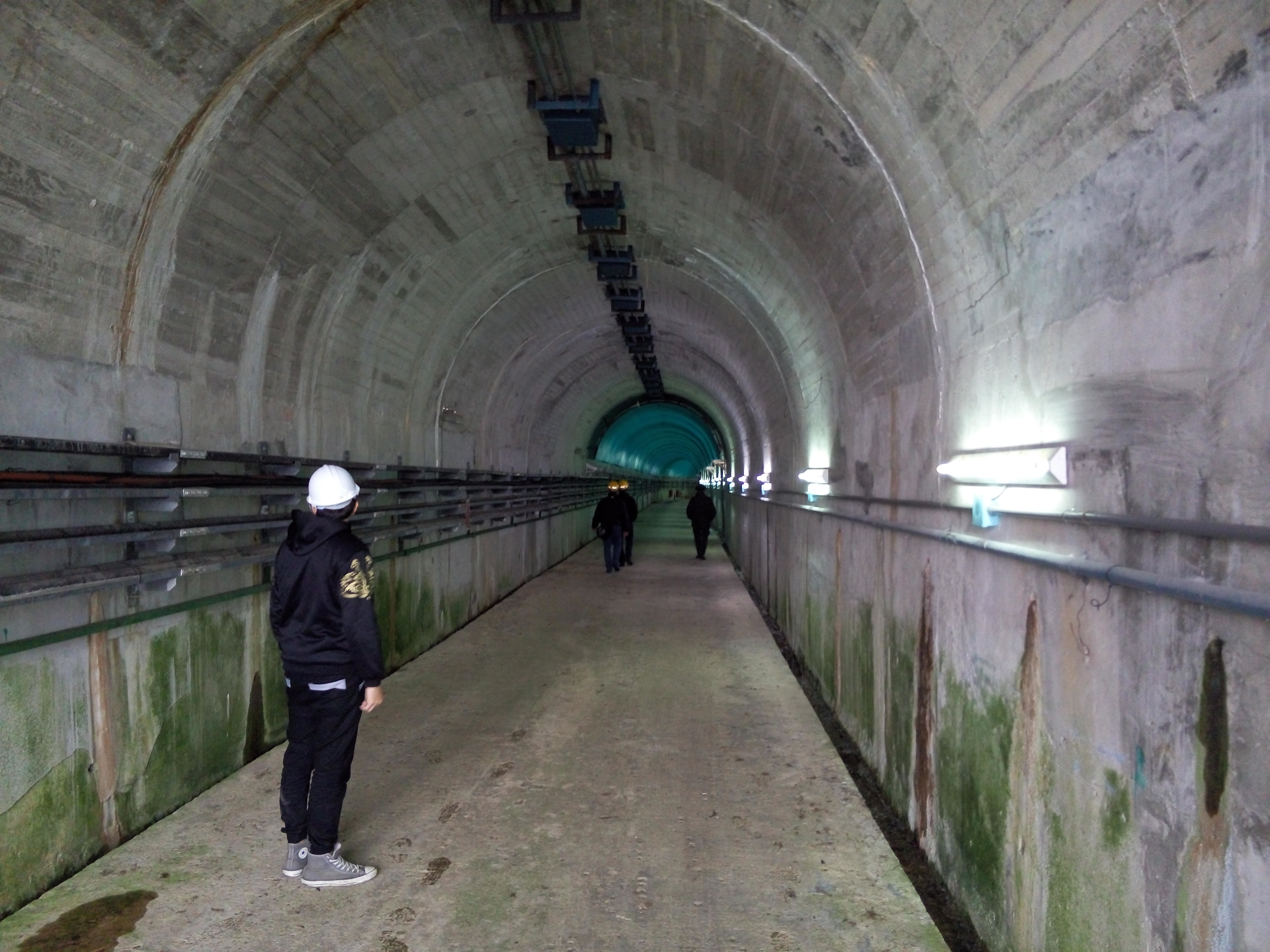
龍溪機組入廠通道
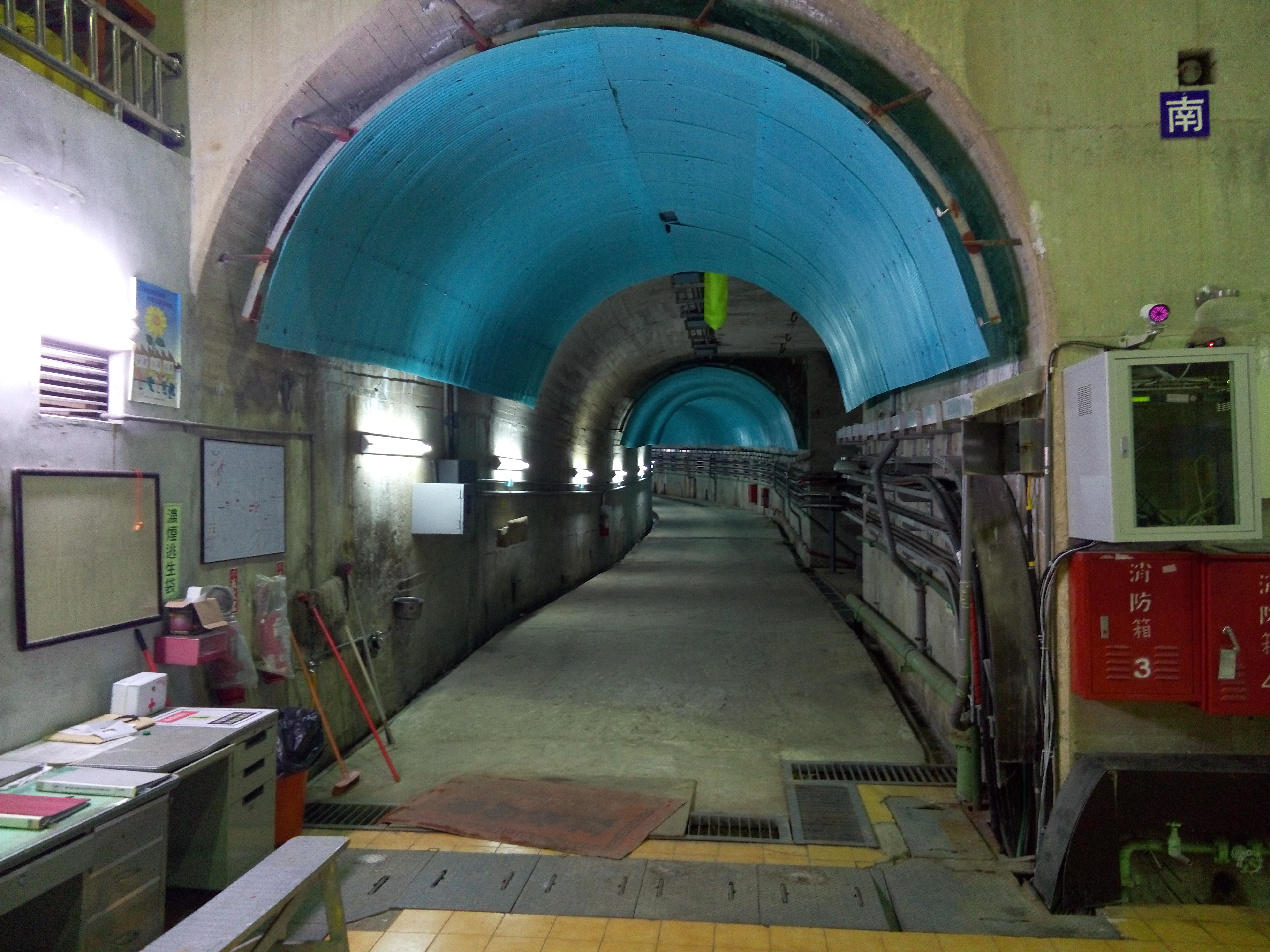
龍溪機組廠房通道末端與廠房連接處

### 發電機

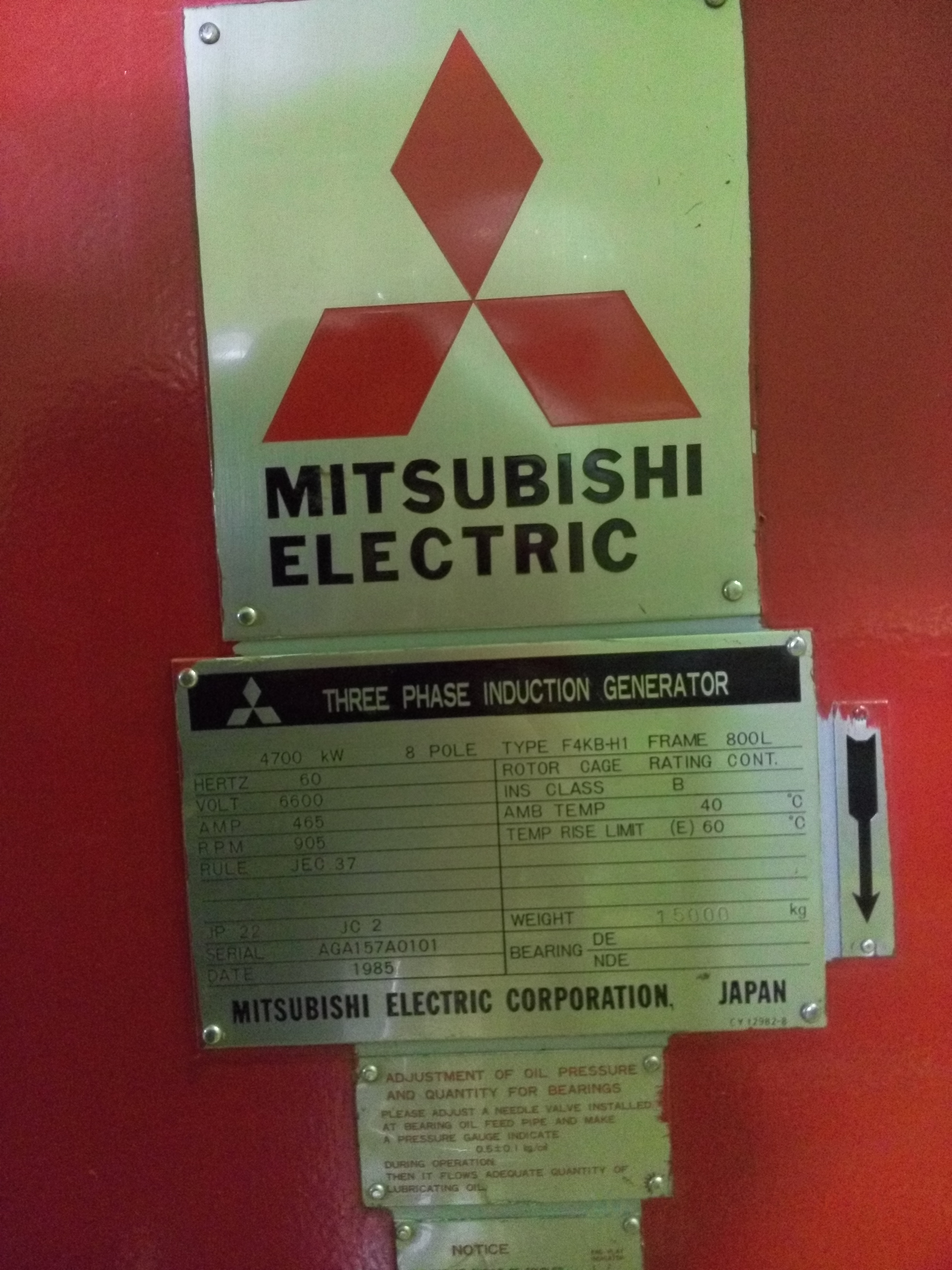
龍溪機組發電機名牌
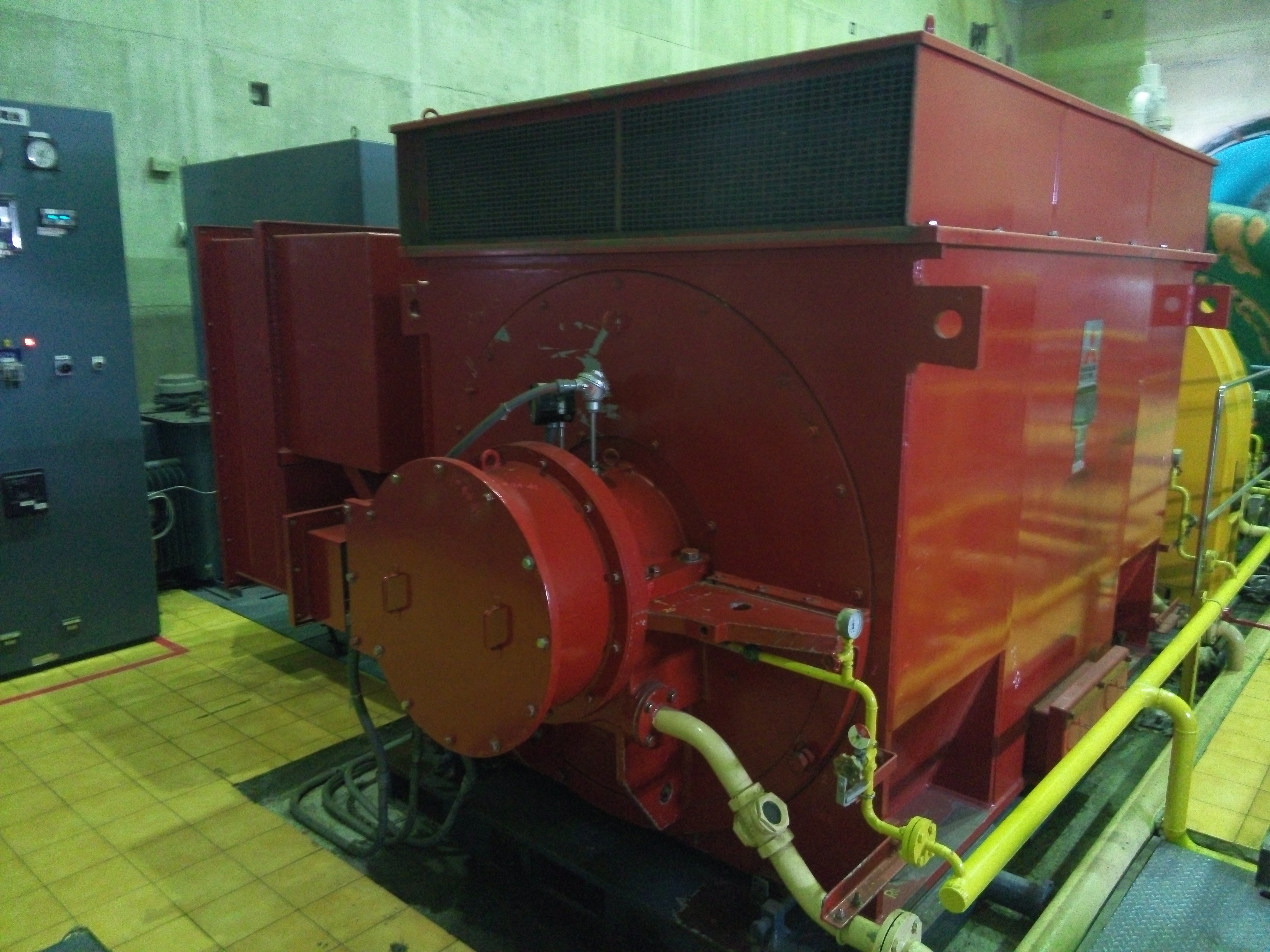
龍溪機組發電機側面

### 水輪機

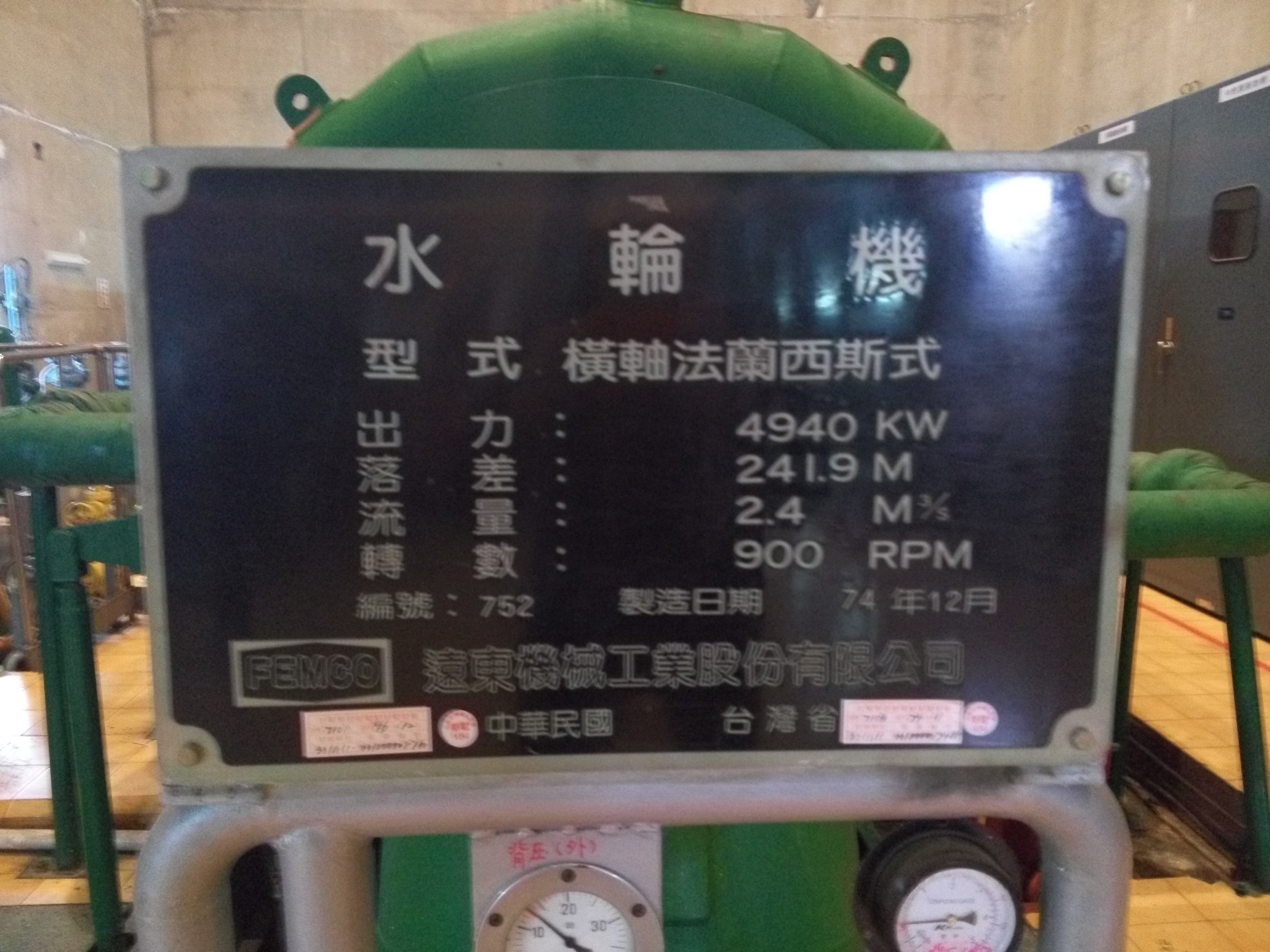
龍溪機組水輪機名牌
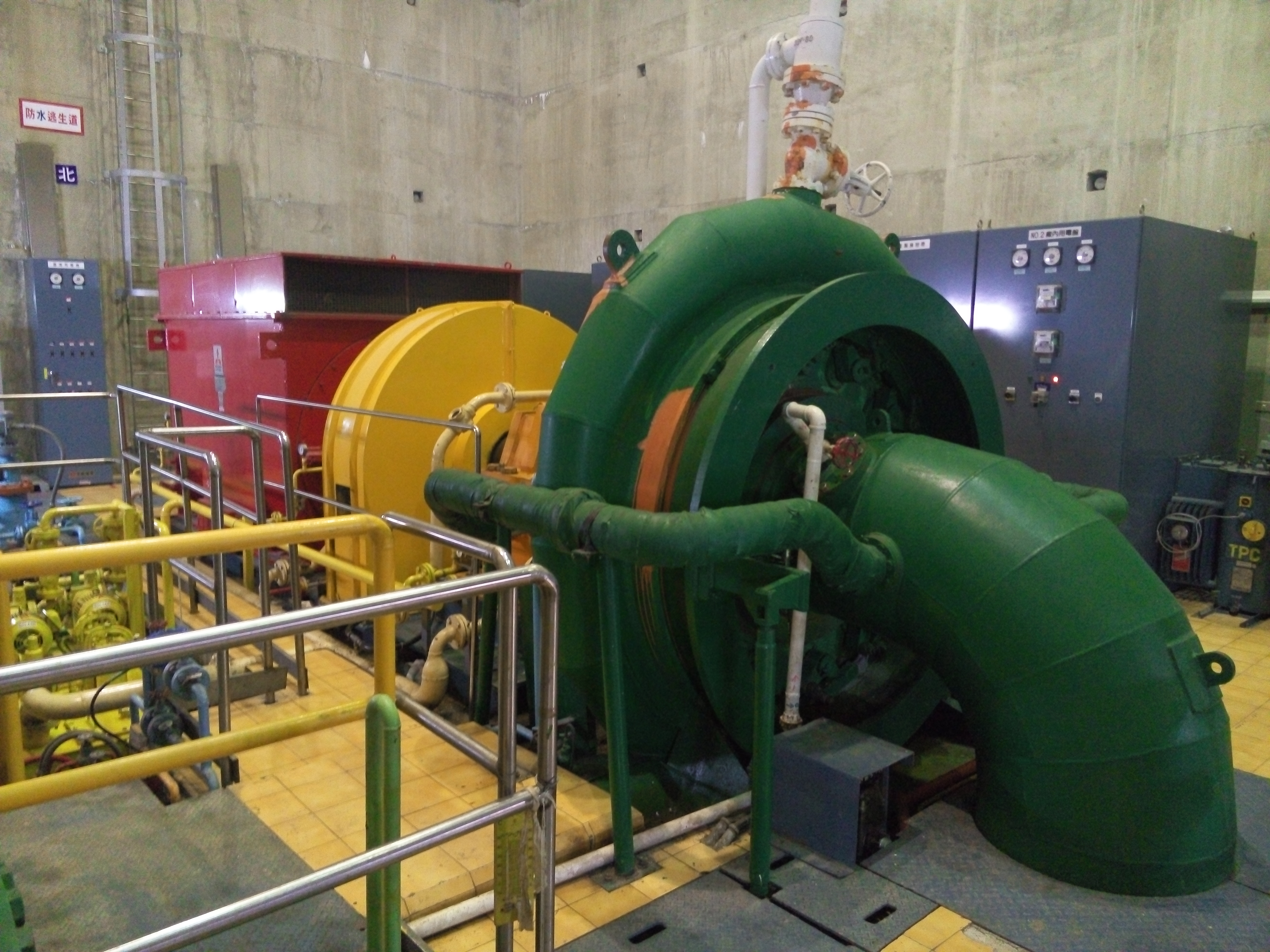
龍溪機組水輪機蝸殼
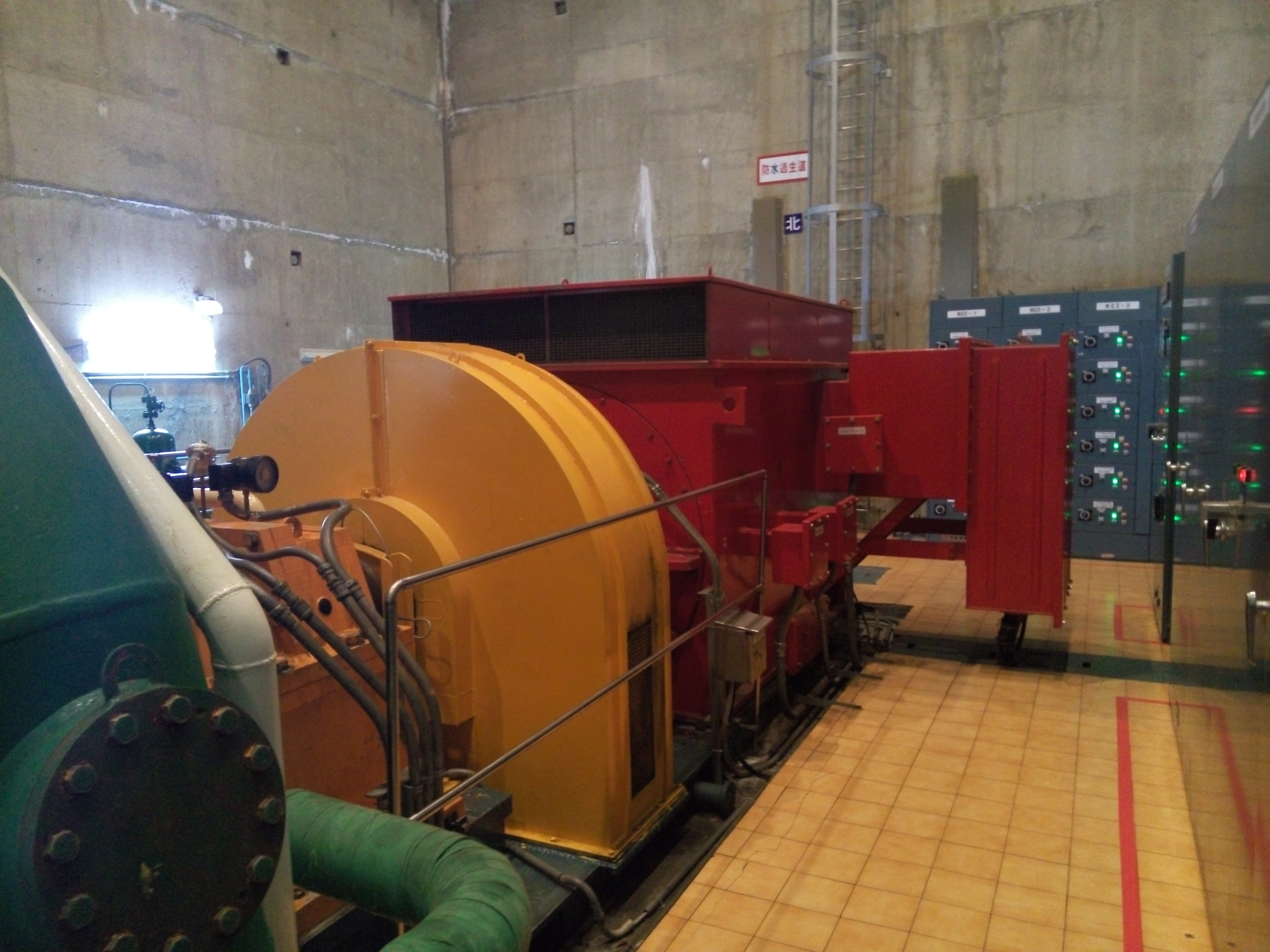
黃色部分就是龍溪機組水輪機的飛輪
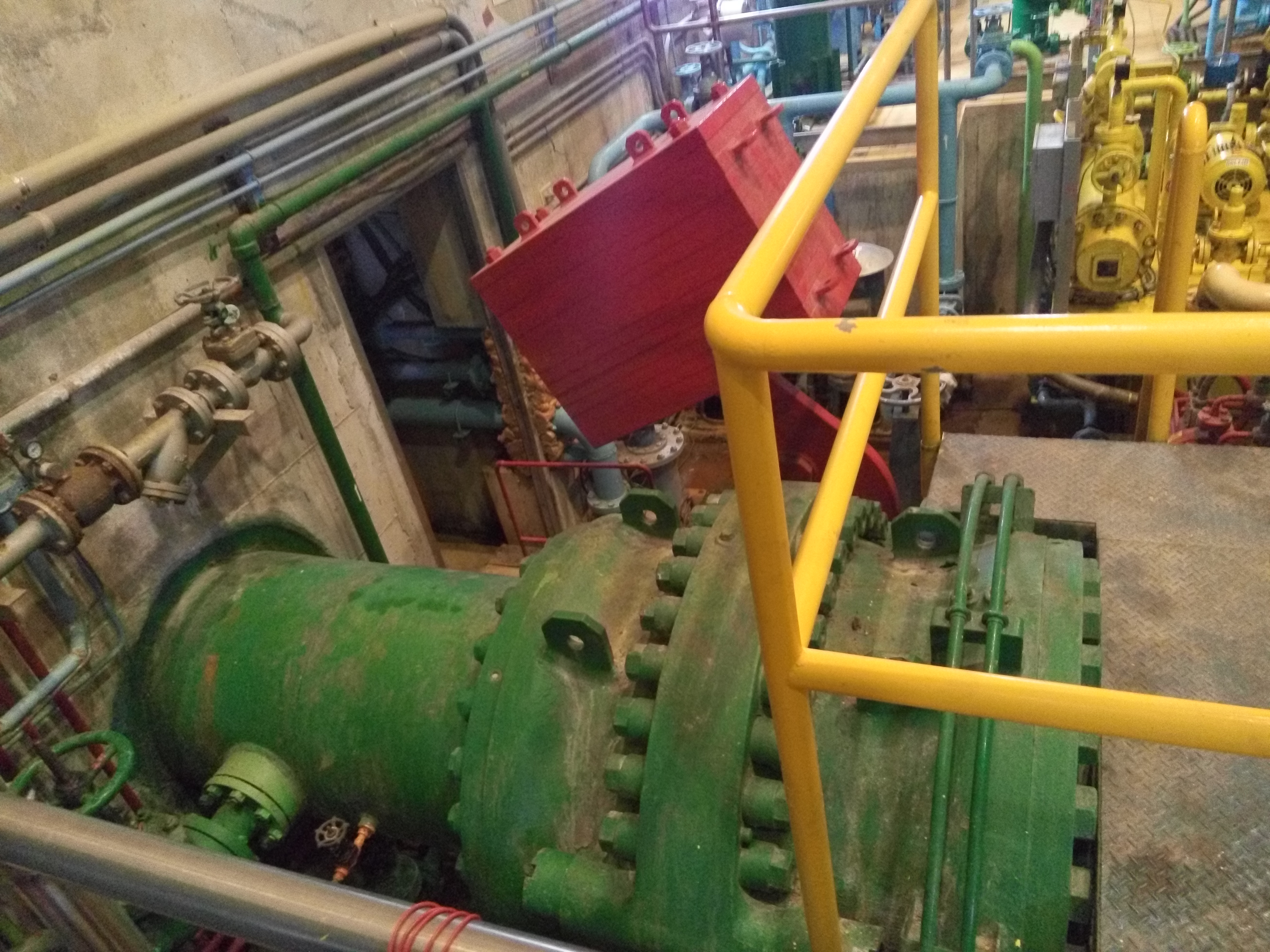
龍溪機組水輪機主閥，紅色部分即為重槌，當主閥關下時重槌為垂下狀態。
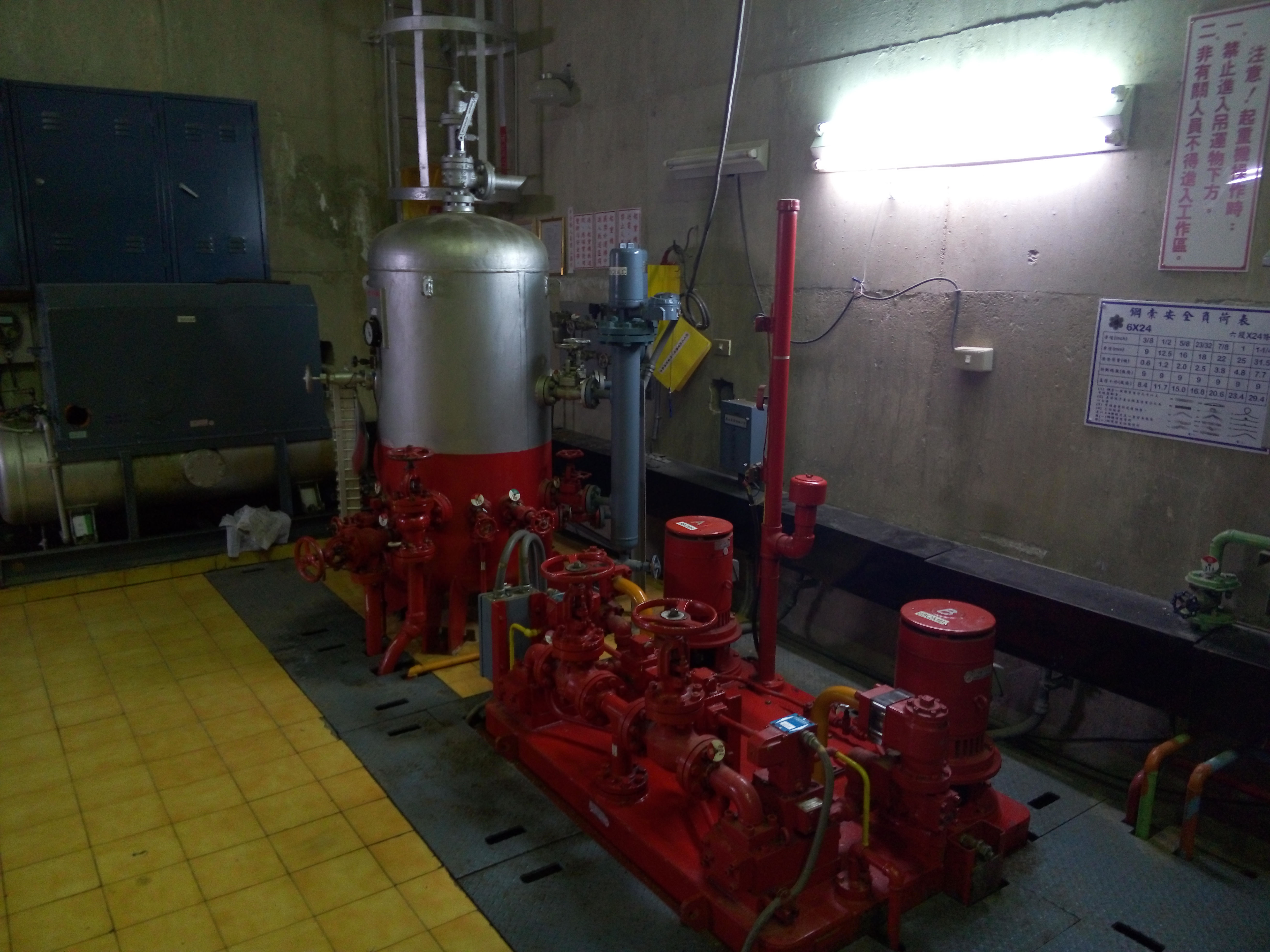
龍溪機組調速機壓油設備
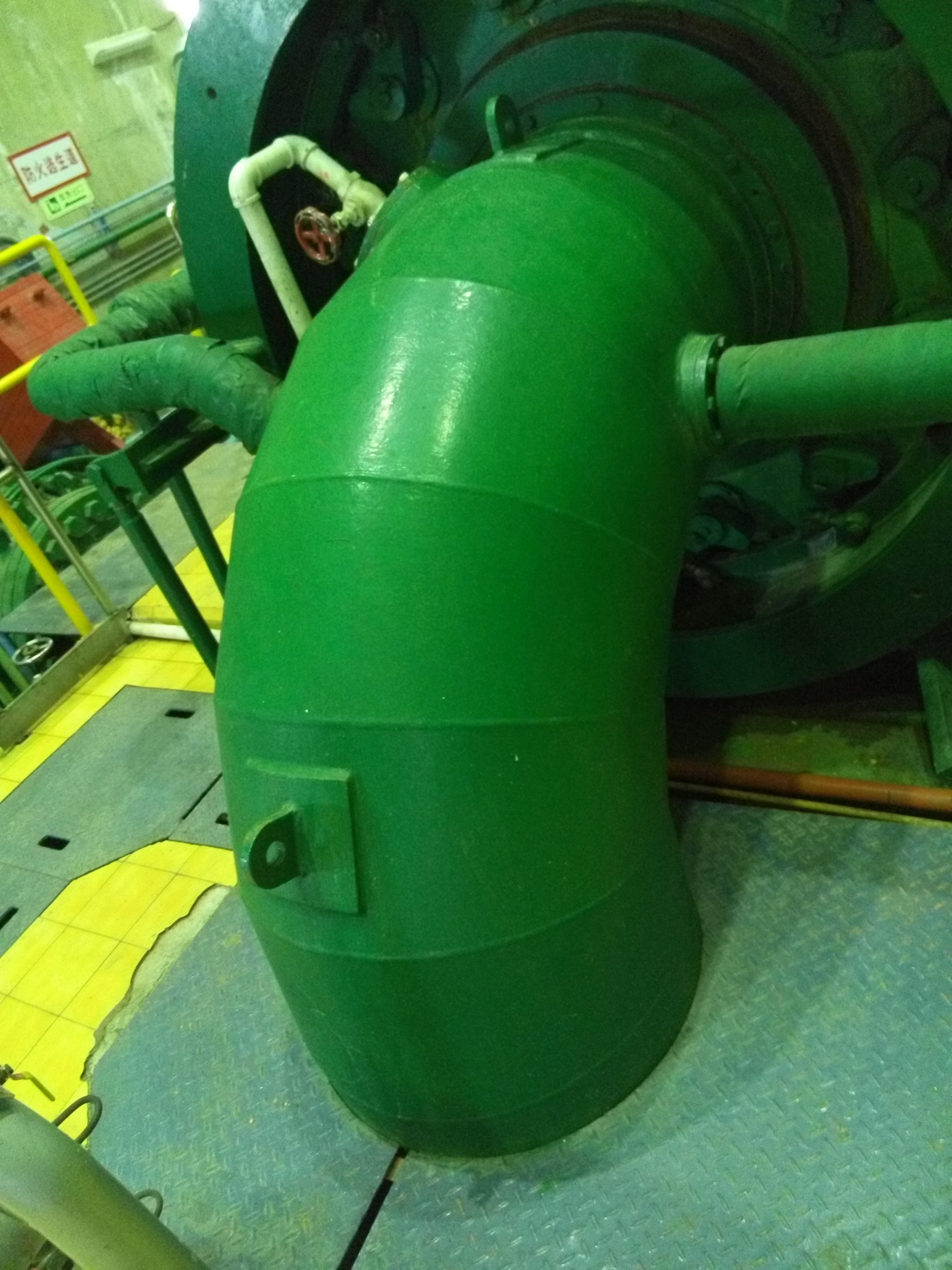
龍溪機組水輪機尾水管，尾水直接排入籠溪調整池中供下游的龍澗機組繼續發電

## 外部連結
- （繁體中文）東部發電廠簡介